# 12:51
12:51 is een nummer van de Amerikaanse indierockband The Strokes uit 2003. Het is de eerste single van hun tweede studioalbum Room on Fire.
Het nummer flopte in de VS, maar werd wel een hit in Canada en op de Britse eilanden. In Nederland haalde het nummer de 6e positie in de Tipparade.